# Kenya-hegy
A Kenya-hegy Kenya legmagasabb, Afrika második legmagasabb hegye (a Kilimandzsáró után). Legmagasabb csúcsai a Batian (5199 méter), Nelion (5188 méter) és a Lenana (4985 méter). A hegy egy egyedülálló kialudt vulkán, amely 2,6-3,1 millió évvel ezelőtt tört ki utoljára. A kikuju törzs hite szerint a főisten, Ngai a Kenya-hegyen él, amelyet ők Kirinyaga néven ismernek.

## Történet
A hegyet, amely után Kenya a nevét is kapta, az európaiak közül a tübingeni származású német misszionárius-felfedező Johann Ludwig Krapf írta le először, 1849-ben. Megmászni először Teleki Sámuel és az osztrák Ludwig von Höhnel próbálkozott 1887-ben. A délnyugati lejtőn 4350 méter magasságig jutottak. Teleki kőzetmintákat gyűjtött a hegyről, és bebizonyította, hogy vulkáni eredetű.
2003. július 21-én egy dél-afrikai repülőgép a Lenana csúcsba csapódott és a 12 főnyi utas és a kétfős személyzet életét vesztette.

## Külső hivatkozások
- A Wikimédia Commons tartalmaz Kenya-hegy témájú kategóriát.
- Kenya hegy honlap angolul Archiválva 2005. szeptember 6-i dátummal a Wayback Machine-ben
- UNESCO adatok a Kenya hegyről